# Stambułki staszowskie
Stambułki staszowskie – charakterystyczne fajki wytwarzane w XVIII i XIX stuleciu w Staszowie. Były najpopularniejszym wyrobem staszowskich rzemieślników.
Produkowane w Staszowie ceramiczne przyrządy do palenia tytoniu miały wyciśnięte na powierzchni nazwiska ich producentów, m.in. Grosman, Szajbman, Szpilfogel i przede wszystkim Kunstler. Nazwiska te świadczą o tym, że właścicielami wytwórni byli głównie Żydzi, ale bezpośrednio wytwarzaniem glinianych fajek (a właściwie tylko główek do nabijania tytoniu) zajmowały się polskie warsztaty. Kształt i ornamentykę tej ceramicznej galanterii narzucali odbiorcy, mieszkający w różnych stronach świata. Najwięcej fajek eksportowano do Rosji (w 1826 wywieziono ich do tego kraju 743 tuziny), Turcji i na Bliski Wschód (fajki te miały gęstą i wzorzystą, orientalną ornamentykę).
Podobno jeszcze po II wojnie światowej Turcy wyrażali gotowość zakupu dużej partii tego towaru.

## Nagroda "Stambułka Staszowska"
Od 2000 Staszowska Izba Gospodarcza ustanowiła nagrodę "Stambułki Staszowskiej" w kształcie fajki stambułki (jej kształt jest corocznie zmieniany), którą honorowane są firmy, jednostki administracyjne oraz osoby prywatne, które wniosły szczególny wkład do rozwoju gospodarczego powiatu staszowskiego.
Wyróżnienie przyznawane jest w pięciu kategoriach:
- jednostka organizacyjna/firma, która miała największy wpływ na rozwój gospodarczy na terenie powiatu staszowskiego,
- jednostka organizacyjna/firma, która osiągnęła znaczny postęp w rozwoju w poprzednim roku,
- jednostka organizacyjna/firma, która zasłużyła się na polu wdrażania nowoczesnych form postępu technologicznego, organizacyjnego i jakości,
- wyróżniająca się placówka handlowo-usługowa,
- osoba, której działalność menedżerska i społeczna jest zgodna z celami statutowymi Staszowskiej Izby Gospodarczej.